# Syberia II
Syberia II este un joc video de aventură din anul 2004 dezvoltat de Microïds și publicat de către XS Games.
Dupa ce îl găsește pe Hans, Kate Walker este de acord să-l ajute în a-și indeplini visul. Eroina călătorește cu ajutorul trenului din jocul precedent și trece prin Romansburg, un sat Youkol și chiar o insulă înghețată. Deși nu este deloc ușor, Kate reușește să ajungă cu Hans în cele din urmă pe insula numită Syberia, în care Hans spunea că se găsesc mamuți.